# Valci Júnior
Valci Teixeira Júnior, thường được biết với tên Valci Júnior, là một cầu thủ bóng đá người Brasil.